# Stanislav Sahánek
Stanislav Sahánek (15. června 1883, Trávník (Kroměříž) – 27. února 1942, Koncentrační tábor Mauthausen) byl český vysokoškolský učitel a germanista, jenž působil do roku 1938 – jako docent – na Filozofické fakultě Univerzity Komenského v Bratislavě a od roku 1938 až do uzavření českých vysokých škol nacisty (17. 11. 1939) také na Filozofické fakultě Masarykovy univerzity v Brně.

## Život a dílo
Narodil se v rodině učitele v Trávníku Hugo Sahánka jeho manželky Anny Mašlaňové. Po maturitě na německém Arcibiskupském gymnáziu v Kroměříži započal filologické studium němčiny a češtiny na české Filozofické fakultě Univerzity Karlovy v Praze; svoji disertační práci (tehdy PhDr.) s názvem České prvky v díle Marie Ebnerové z Eschenbachu (1925; 167 s.) však podal v Brně, na ní navazující habilitační práci (doc.), věnující se literátu Ferdinandu von Saarovi (knižně 1934 v Brně, 1935) pak při svém následném působení v Bratislavě, kde setrval až do roku 1938. V roce 1938/1939 se opět navrátil do Brna, avšak historické události spojené s uzavření českých vysokých škol dne 17. listopadu 1939 mu odepřeli možnost, iniciovanou z Bratislavy, jmenovat jej mimořádným profesorem pro obor dějin německé literatury, kterou již onehdy podpořila i samotná Masarykova univerzita.
V roce 1941 byl spolu s dalšími brněnskými pedagogy nacisty zatčen a na začátku roku 1942 zavražděn v rakouském koncentračním táboře Mauthausen. V 1947 byl in memoriam jmenován řádným profesorem pro obor dějin německé literatury na FF MU v Brně. Profesor Sahánek se zaobíral především tzv. moravskou německy psanou literaturou; je autorem např. prací o spisovatelce Marii von Ebner z Eschenbachu a Ferdinandu von Saarovi, či odborné studie o Literárním biedermeieru v německém písemnictví.
Působil jako gymnazijní pedagog v Uherském Hradišti, Třebíči na Gymnáziu Třebíč a v Brně na Státním reálném gymnáziu v Legionářské ulici.

### Rodinný život
Dne 20. listopadu 1909 se na Královských Vinohradech oženil s Marií Košťálovou. Manželé Sahánkovi měli syna Oldřicha (*1915), který se stal lékařem.